# Beleza Fatal
Beleza Fatal é uma telenovela brasileira via streaming produzida pela plataforma Max em parceria com a produtora Coração da Selva, lançada entre as datas de 27 de janeiro a 21 de março de 2025. Beleza Fatal é a primeira produção deste tipo voltada exclusivamente para Max.
Criada e escrita por Raphael Montes, com colaboração de Mariana Torres, Victor Atherino, Rafael Souza-Ribeiro e Luiza Yabrudi. A direção geral foi realizada por Maria de Medicis.
Conta com Camila Pitanga, Camila Queiroz,  Giovanna Antonelli, Caio Blat, Marcelo Serrado, Herson Capri, Murilo Rosa e Augusto Madeira nos papéis principais.

## Enredo
Quando criança, Sofia (Melissa Sampaio) viu a mãe, Cléo (Vanessa Giácomo), ser presa injustamente e morta na cadeia por culpa da sua prima, Lola (Camila Pitanga), uma mulher ambiciosa e sem escrúpulos. Sem rumo, a garota é acolhida pela amorosa família Paixão, comandada pela trambiqueira Elvira (Giovanna Antonelli), que também sofreu uma perda após a filha Rebeca (Fernanda Marques), aspirante à modelo, ter morrido no hospital devido a uma cirurgia plástica mal-sucedida. Os responsáveis pela cirurgia foram os melhores amigos Rog Ferreira (Marcelo Serrado) e Benjamin Argento (Caio Blat), este último um rico cirurgião plástico e herdeiro da clínica de procedimentos estéticos de seu pai, Átila Argento (Herson Capri). Homem poderoso e influente, Átila consegue comprar o silêncio da investigadora Viviane Martins (Naruna Costa), para que ela encerre sua investigação do caso Rebeca. Assim, Sofia e sua nova família se unem na dor e na indignação contra a família Argento, que possui uma nova membra: Lola, ex-secretária de Rog e testemunha da morte de Rebeca, que se casa com Benjamin em um jogo de sedução e chantagem. 
Dezesseis anos se passam, e Sofia (Camila Queiroz) já adulta, traça seu plano de vingança contra Lola e a família Argento. Em sua obsessão, reencontra um amor de infância, Gabriel (Enzo Romaní), filho de Lola e Rubem (Rei Black), que se tornou um policial como o falecido pai; e assume uma nova identidade como Júlia Guimarães para conseguir se aproximar de Lola, que agora é uma famosa influenciadora e comanda uma clínica de estética, a Lolaland. Todavia, a família Argento esconde vários segredos, cujo boa parte é desvendado por Sofia/Júlia e a família Paixão. Um desses segredos é o de Átila, que tem um caso amoroso no sigilo com um médico de sua clínica chamado Marcelo (Drayson Menezzes), escondendo da família que é gay. Ana (Mônica Torres), ex-esposa de Átila, sabia dos romances secretos do marido e após anos dada como morta, retorna disposta a fazer o cirurgião lhe dar uma herança, ameaçando contar para todos que ele foi o responsável pela morte de sua filha Márcia. Ana conta com o apoio de Ramona (Patrícia Gasppar), a governanta da família, que por sua vez, escrevia cartas ameaçadoras ao patriarca dos Argento e enviava sempre um lírio branco nos aniversários de Márcia.
Outro segredo são as traições de Rog, casado com Gisela Argento (Julia Stockler). Ele chegou a ter um caso com Andrea (Kiara Felippe), uma professora de dança de uma renomada escola e que no passado foi discriminada por Átila por ser transexual. Rog, no entanto, disputa o amor da dançarina com Tomás (Murilo Rosa), o braço direito de Átila e viúvo de Márcia. Andrea, por fim, se apaixona por Tomás. Gisela, no entanto, sofre com a baixa autoestima que é alimentada por Rog e ela decide fazer aulas de danças por influência de sua sobrinha Carol (Manu Morelli), envolvendo-se com Javier (Santiago Acosta), o professor de dança da escola de Andrea. Além de Andrea, Rog teria um caso com Benjamin às escondidas, se encontrando nas saunas, com Lola sendo a única a saber de tudo.
Reta final
Provas que ligam Rog ao caso de Rebeca são vazadas e ele foge. Gisela decide se vingar de Rog quando é sequestrada por este, e aproveitando o tempo no cativeiro, acaba torturando ele ao aplicar medicamentos pesados em sua pele e depois o entrega à policia. Júlia acaba sendo desmascarada por Gabriel, descobrindo que ela é Sofia e Lola acaba sabendo da verdadeira identidade de sua fiel escudeira após ter um caso com ela. Sofia dá seu último golpe ao tatuar "Assassina" na testa de Lola e toma o controle da Lolaland ao chantegar a megera e Benja, mas Lola recupera o empreendimento após sequestrar Elvira e usar a trambiqueira como moeda de troca, apesar de ter feito Sofia cair numa armadilha antes disso e ser presa por lesão corporal e estelionato, mas conseguindo o direito de responder o processo em liberdade graças a Gabriel, sem saber que tudo não passava de um plano dele com a família Paixão, tendo o apoio de Carol, para conseguir a filmagem do dia da tentativa de fuga de Rog, Benja e Lola após a cirurgia mal sucedida de Rebeca.
Um último mistério é sobre a fortuna de Átila (que é preso pelo sequestro e assassinato de Márcia e logo em seguida, morre) estimada em US$81 milhões, levando ao interesse de Ana e Ramona, que viajam para Roma. Curiosamente, Marcelo também parte para o mesmo lugar à trabalho. Ao chegar na capital italiana, Ramona conhece e se aproxima de Nara (Georgette Fadel), a ex-presidiária amiga de Cléo e que ajudou Sofia e a família Paixão em seus planos contra os Argento, mas fugiu após matar o delegado Gilberto (Marat Descartes), levando também o dinheiro roubado de Lola, que estava sob posse de Sofia. A ex-governanta dos Argento traça seu último plano, de dar um golpe em Ana. No fim, Carol perdoa Alec por ter participado dos planos de Sofia e os dois se casam e viram pais, assim como ela vira a nova dona da clínica da família, rebatizada de Márcia Argento. Gisela se torna uma artista plástica renomada e termina ao lado de Javier, Tomás e Andrea se casam. Gabriel termina sozinho, seguindo os passos do pai.
Sofia acaba sentindo as consequências de sua vingança quando a família Paixão decide se afastar dela por sua obsessão pela Lola. Ela também despreza seu pai adotivo Lino (Augusto Madeira), mesmo sendo o único que a apoia. Além disso, Gabriel também decide encerrar o seu romance com Sofia por enxergar ela como uma cópia de sua mãe e perde também a amizade de Carol devido ao seu envolvimento nos planos contra os Argento e por esconder o caso com Gabriel no passado. Sofia mata Benjamin e consegue incriminar Lola por isso, que é julgada e presa por um crime que não cometeu. Por fim, Sofia acaba sozinha, sem rumo e cruza com uma garota na rua pedindo esmola, sendo totalmente idêntica a sua figura no passado.

## Elenco
| Intérprete         | Personagem                                |
| ------------------ | ----------------------------------------- |
| Camila Pitanga     | Lola Fernandes Argento                    |
| Camila Queiroz     | Sofia Fernandes / Júlia Guimarães / Zucka |
| Giovanna Antonelli | Elvira Paixão (Elvirinha)                 |
| Caio Blat          | Dr. Benjamin Argento (Benja)              |
| Marcelo Serrado    | Rogenildo Ferreira (Rog) / Dr. Peitão     |
| Herson Capri       | Dr. Átila Argento                         |
| Augusto Madeira    | Linovaldo Paixão (Lino)                   |
| Murilo Rosa        | Dr. Tomás Monteiro                        |
| Julia Stockler     | Gisela Argento                            |
| Mônica Torres      | Ana Argento                               |
| Enzo Romaní        | Gabriel Fernandes Carvalho                |
| Breno Ferreira     | Alecsander Paixão (Alec)                  |
| Manu Morelli       | Drª. Caroline Argento Monteiro (Carol)    |
| Kiara Felippe      | Andrea Reys                               |
| Drayson Menezzes   | Dr. Marcelo Campos                        |
| Patrícia Gasppar   | Ramona                                    |
| Georgette Fadel    | Nara                                      |
| Marat Descartes    | Delegado Gilberto Brandão                 |
| Luciano Chirolli   | Dr. Galdino                               |
| Santiago Acosta    | Javier                                    |
| Bruna Luísä        | Marlene                                   |

### Participações especiais
| Intérprete          | Personagem                               |
| ------------------- | ---------------------------------------- |
| Vanessa Giácomo     | Cléonice Fernandes (Cléo)                |
| Rei Black           | Rubem Carvalho                           |
| Fernanda Marques    | Rebeca Paixão (Beca)                     |
| Naruna Costa        | Vivianne Martins                         |
| Mariana Molina      | Mariana Vieira / Sofia Fernandes (falsa) |
| Lucélia Machiavelli | Dona Janete                              |
| Rosana Maris        | Dona Abigail                             |
| Lua Lucas           | Dona Cidinha                             |
| Ana Kutner          | Anete                                    |
| Leonardo Miggiorin  | Rafuda                                   |
| Isadora Ribeiro     | Georgette Diniz                          |
| Pepita              | Bel                                      |
| Martha Meola        | Kelly                                    |
| Arianne Botelho     | Camila                                   |
| Melissa Sampaio     | Sofia Fernandes (criança)                |
| Gaby Martins        | Caroline Argento Monteiro (criança)      |
| Raphael Raposo      | Alecsander Paixão (criança)              |
| Noah Moi            | Gabriel Fernandes Carvalho (criança)     |
| Fernanda Keulla     | Ela mesma                                |
| Valesca Popozuda    | Ela mesma                                |
| Nicole Bahls        | Ela mesma                                |
| Hugo Gloss          | Ele mesmo                                |

## Produção
Ainda recém-chegada no Brasil, a Max já demonstrava querer ser referência em novelas, e concorrente direta as novelas exclusivas do Globoplay. Para isso buscou a contratação de grandes nomes da principal concorrente. Em 2021, Mônica Albuquerque assumiu a área de séries e telenovelas da Warner Bros. Discovery e Sílvio de Abreu contratado pelo serviço de streaming, com o cargo de Supervisor de Novelas, cargo semelhante ao ocupado na TV Globo. Para desenvolver a telenovela, a HBO  anunciou a contratação de Raphael Montes, escritor e roteirista de Bom Dia, Verônica, A Menina que Matou os Pais e O Menino que Matou Meus Pais. Em 8 de abril, foi anunciado que a novela se chamaria Segundas Intenções, inspirada pela vingança da protagonista. Em janeiro de 2023, no entanto, a trama mudou de título para Beleza Fatal. Em setembro de 2022, após alguns adiamentos, a trama foi temporariamente cancelada devido a razão da fusão entre a Warner e a Discovery, porém Raphael continuou desenvolvendo-a e entregou os todos os capítulos escritos. Originalmente a trama teria direção artística de Joana Jabace, que deixou a produção após uma crise nos bastidores que ocasionou no cancelou temporário, sendo substituída na função por Maria de Medicis. As gravações começaram em setembro de 2023 com frentes no Rio de Janeiro e São Paulo. 

### Escolha do elenco
Originalmente Beleza Fatal havia fechado um elenco completamente diferente antes de ser adiada em 2022. Após diversos testes e suspense para interpretar a protagonista Sofia, Alice Wegmann foi a escolhida. Camila Pitanga, que deixou a TV Globo em 2021, foi o primeiro nome confirmado na produção.
Em parceira com a Rede Bandeirantes promoveu um concurso para escolher uma dupla atriz para integrar o seriado. Izabela Prado e Larissa Bocchino foram as escolhidas mas não houve informação sobre as personagens. Nomes conhecidos no mercado como Rodrigo Simas, Daniel de Oliveira, Reynaldo Gianecchini, João Vicente de Castro, Maitê Proença, Antônio Fagundes e Hermila Guedes que já haviam fechado participação, tiveram seus contratos cancelados.  Destaques no remake de Pantanal, Karine Teles e Camila Morgado também já haviam fechado contrato. Com o adiamento o elenco foi dispensado para projetos externos e internos.
Quando a novela foi desengavetada, apenas Camila Pitanga e Murilo Rosa foram mantidos do elenco original escalado no ano anterior. Alice Wegmann a principio no papel de protagonista, deixou a produção para assumir as frentes de gravações de Justiça 2 e das novas temporadas de Rensga Hits!, ambas produções do Globoplay e com a retomada do projeto, Camila Queiroz assumiu o posto da mocinha. Daniel de Oliveira, protagonista masculino da história, deixou a produção após convite para um papel de destaque em Guerreiros do Sol, novela do Globoplay. Após o fim de seu contrato fixo com Globo, Caio Blat integrou o elenco substituindo Oliveira no papel do Dr. Benjamin. Vanessa Giácomo assumiu a personagem Cleo na primeira fase da trama, substituindo originalmente a atriz Hermila Guedes, que inicialmente havia sido escalada para o papel. Karine Teles preferiu assumir o protagonismo do remake de Elas por Elas assim como Camila Morgado que foi escalada para o reboot de  Renascer ambas produções da TV Globo. Giovanna Antonelli assinou contrato para viver a mãe adotiva da personagem principal, substituindo Teles, logo em seguida Augusto Madeira, destaques por seus papeis cômicos, foi anunciado como marido da personagem. Recém saído da TV Globo, Marcelo Serrado também acertou para fazer parte da produção com o personagem que antes era de João Vicente de Castro. Julia Stockler entrou para o elenco como mulher de Marcelo Serrado, sendo filha do personagem de Herson Capri, que acabou substituindo Fagundes na produção. Rodrigo Simas foi escalado como Gabriel, par romântico da protagonista e filho da vilã, mas deixou a novela para integrar o elenco da série Vidas Bandidas no Disney+, sendo substituído Enzo Romaní, que já havia estrelado as séries Maldivas e No Mundo da Luna. Inicialmente escalado para interpretar Rubem, Murilo Rosa foi remanejado para o papel de Tomás devido a mudanças no elenco, o personagem originalmente seria de Reynaldo Gianecchini. Enquanto Rei Black ficou com o papel de Rosa. No dia 21 de agosto, acontece a primeira reunião do elenco principal, anunciando também Breno Ferreira, Manu Morelli, Kiara Felippe, Santiago Acosta, Naruna Costa, Georgette Fadel, Patrícia Gasppar, Luciano Chirolli, Marat Descartes e Mariana Molina no elenco.
Em 23 de janeiro de 2024, a assessoria da atriz Cláudia Alencar anuncia sua saídado elenco devido a uma internação com uma infecção bacteriana grave desde o dia 17 de dezembro de 2023, o que causou a retirada de sua personagem da história. Ainda em janeiro de 2024, foi noticiado pela imprensa que as atrizes Izabela Prado e Larissa Bocchino, que foram as vencedoras do concurso promovido pela Rede Bandeirantes, não estariam no elenco da novela. Após incertezas com o arquivamento da novela, Bocchino começou outros trabalhos na mídia e deixou o projeto para protagonizar as telenovelas da TV Globo, sendo elas Guerreiros do Sol e No Rancho Fundo. Já a atriz Izabela Prado atuou recentemente na série bíblica da Record, A Rainha da Pérsia. Em nota, a Max afirmou que, depois da nova escalação do elenco, chegou a oferecer papéis para as atrizes, porém recusaram por estarem em outros trabalhos.

### Temas abordados
Beleza Fatal trouxe uma série de temas considerados polêmicos que já chegaram a ser adotados em algumas telenovelas, sendo eles: o trabalho infantil vivido por Sofia na infância, a prostituição vista no núcleo da Casa do Sim, autassassinofilia narcotráfico, homossexualidade, bissexualidade e a transexualidade. Além disso, a novela aborda corrupção policial, falsa identidade, cirurgia plástica, incesto, Transtorno Dismórfico Corporal e, sobretudo, a vingança e a obsessão.

## Exibição
Antes mesmo da estreia, Band e SBT demonstraram interesse em exibir a novela na programação. A primeira visava reforçar a sua grade no horário nobre, aproveitando os bons índices das séries da Max, enquanto que o segundo buscava uma mudança de perfil após o desgaste das telenovelas infantis com a baixa audiência de A Caverna Encantada. No entanto, após os boatos do encerramento das produções infantis, o SBT optou por não continuar com as negociações, assim como negou a produção de telenovelas adultas por questões de custos.
Em 22 de janeiro de 2025, a Band anuncia a aquisição da telenovela para exibição em TV aberta. Como forma de divulgação, a emissora marcou uma entrevista com o elenco no programa Melhor da Noite. A novela foi exibida de 10 de março a 7 de maio de 2025, em 43 capítulos (três a mais que no streaming), sendo substituída por Café com Aroma de Mulher, reativando o horário de telenovelas das 20h30, que havia sido encerrado em 2022 com a primeira temporada de Nazaré. Com isso, o Melhor da Noite foi transferido para a faixa das 22h45. A trama chegou a ser anunciada para ir ao ar em uma versão editada, eliminando as cenas de nudez e palavras de baixo calão. No entanto, a Band optou por exibir a novela sem cortes, colocando apenas avisos na tela com as cenas inadequadas e com classificação indicativa para maiores de 16 anos
Seus três primeiros capítulos foram exibidos no canal pago TNT Novelas no dia 1 de fevereiro de 2025, sendo transmitidos ás 20h e reprisados na sequência ás 22h, além da reexibição na TNT no dia 3 do mesmo mês.

## Trilha sonora
- "Por Supuesto", Marina Sena (tema de Lola e Benjamin)
- "Linda, Chique, Sexy e Braba", Kynnie (tema de Lola)
- "Coração Radiante", Filipe Catto (tema de Tomás e Andréa)
- "Cachaça", Adrian Jean (tema da Casa do Sim)[62]
- "Poema", Ney Matogrosso (tema de Atila e Marcelo)
- "O Que É O Que É?", Teresa Cristina (tema de Elvira e Lino)
- "Damage", Enzo Romaní ft. Leon Thomas (tema de Sofia e Gabriel (cap 12–25; 37))
- "Bixinho", Duda Beat (tema de Carol e Alec)
- "Cobarde", Diana Burco (tema de Javier)
- "Estrelinha", Di Paullo & Paulino part. Marília Mendonça (tema de Cléo e Sofia)
- "Tempestade", Enzo Romaní ft L7nnon e Kaique Kizzy (tema de Sofia e Gabriel (cap 28–30))
- "Eu Sou a Diva que Você Quer Copiar", Valesca Popozuda

## Recepção

### Críticas
Pelo público, a novela teve uma boa recepção, com as atuações de Camila Pitanga, Camila Queiroz e Giovanna Antonelli sendo as mais elogiadas, além de haver muitas comparações com títulos atuais da TV Globo. A trama recebeu elogios até mesmo de autores da emissora carioca como Gloria Perez e Ricardo Linhares.
Beleza Fatal também foi aclamada por abordar temas sensíveis ligados à autoestima e por trazer enredos mais ousados que aos poucos foram deixando de ser abordados em TV aberta, ao mesmo tempo que sofreu críticas pelo excesso de cenas pitorescas e na rapidez da resolução de núcleos. O último capítulo acabou dividindo opiniões a respeito do desfecho da protagonista Sofia, que virou uma falsa heroína ao decorrer da história e terminou sozinha, sem um final feliz, assim como Lola, vendida como a grande vilã e que teve seu merecido castigo ao acabar presa, apesar de alguns discordarem e esperarem uma reviravolta positiva para a megera. A revelação do verdadeiro assassino do vilão Benjamin Argento (Caio Blat) chegou a ser tratada como óbvia e outros finais acabaram não sendo contados, dando a entender que a novela poderia ganhar uma segunda parte. No entanto, a novela não foi renovada para uma segunda temporada, com Montes anunciando que a história havia sido concluída.

### Audiência na Max
Desde a sua estreia, a produção alcançou o top 10 de produtos mais assistidos do serviço, chegando a ficar em primeiro lugar por várias semanas. Segundo dados divulgados pela Parrot Analytics, a novela alcançou uma demanda 24 vezes maior a média de todos os títulos do serviço, chegando a 70 vezes no último capítulo, patamar esse alcançado por apenas 0,2% das produções nacionais da Warner.  A produção também liderou em alcance e horas assistidas em outros países da América Latina. Na estimativa da Veja, em parceria com a Warner Bros. Discovery, a trama alcançou o top 3 de produções mais assistidas em países latinos durante o mês de março, ficando entre os dez mais assistidos nos Estados Unidos e entre os 15 na Europa.

### Audiência na Band
Estreou com 1,6 ponto e pico de 2,9 na Região Metropolitana de São Paulo, principal metrópole do país. Apesar de ter ficado em quarto lugar isolado, a novela não alterou os índices do horário nobre da Band. Já pelo Painel Nacional Televisivo (PNT) estreou com 1,4 ponto. O segundo capítulo registrou 1,3 ponto, mas seguiu em queda chegando a registrar 0,8 de antipico. O terceiro capítulo registrou 1,9 ponto. Repetiu a mesma média no dia 11 de abril de 2025, chegando a assumir o terceiro lugar durante cinco minutos não consecutivos e no último capítulo. Ao todo, teve média geral de 1,5 ponto, sendo um dos piores índices do horário desde a turca Asas do Amor.